# Sury-près-Léré
Sury-près-Léré – miejscowość i gmina we Francji, w Regionie Centralnym, w departamencie Cher.
Według danych na rok 1990 gminę zamieszkiwało 481 osób, a gęstość zaludnienia wynosiła 27 osób/km² (wśród 1842 gmin Centre, Sury-près-Léré plasuje się na 694. miejscu pod względem liczby ludności, natomiast pod względem powierzchni na miejscu 754.).